# Max von Schillings
Max von Schillings (Düren, 19 de abril de 1868-Berlín, 24 de 1933) fue un director teatral, compositor y director de orquesta alemán. Fue director musical titular de la Ópera Estatal de Berlín de Berlín de 1919 a 1925.
Su ópera Mona Lisa (1915) tuvo un gran éxito internacional. El compositor se casó con Barbara Kemp, la soprano que cantó el papel protagonista. Antes de Mona Lisa, Schillings ya había escrito tres óperas: Ingwelde (1894), Der Pfeifertag (1899) y Der Moloch (1906).

## Biografía
Nacido en Düren, Max von Schillings era hermano del fotógrafo Carl Georg Schillings. Recibió su primera formación musical en violín, piano y Teoría musical simultáneamente a su educación formal en Bonn. Sus profesores fueron Caspar Joseph Brambach y Otto von Königslow. Más tarde, Schillings estudió derecho, filosofía, literatura e historia del arte en la Universidad de Múnich. En octubre de 1892, se casó con su prima Caroline Josefa Peill en Römlinghoven. Se divorciaron en 1923, y en junio de 1923, se casó con la cantante de ópera Barbara Kemp en Berlín-Charlottenburg.
Max Schillings obtuvo una plaza de profesor del Real Ministerio bávaro del Interior (Königliches Bayerisches Staatsministerium des Innern) en febrero de 1903. En octubre de 1911, fue nombrado Doctor honorario en Filosofía por la Facultad de Filosofía de la Universidad de Heidelberg. Fue galardonado con la Ehrenkreuz (Cruz de Honor) de la Orden de la Corona de Wurtemberg, lo que le permitió utilizar el nombre Max von Schillings. En Düren, la calle entre Goethestraße y Aachener Straße se renombró como "Schillingsstraße".
Ya en la década de 1890 obtuvo un puesto de asistente en el Festival de Bayreuth; más tarde fue contratado como director y profesor de música en Múnich. Entre 1908 y 1918 fue Intendente en el Königlichen Hoftheater (Teatro Real de la Corte) en Stuttgart. De 1918 a 1925 sucedió a Richard Strauss como intendente de la Ópera Estatal en Berlín. En la segunda mitad de esta década, emprendió giras de conciertos a través de Europa y los EE. UU.
Tras su regreso a Alemania, tomó el puesto de Presidente de la Academia Prusiana de las Artes en 1932, sucediendo a Max Liebermann. Desde marzo de 1933 hasta su muerte, Schillings fue también el director artístico de la Städtische Oper Berlín. Murió en 1933 de una embolia pulmonar en Berlín. Sus cenizas recibieron sepultura en Fráncfort.
Su trabajos de composición incluyen varias óperas, melodramas, obras corales, piezas de música de cámara, conciertos para violín y piano, poemas sinfónicos y obras escénicas (ver listado). Su obra más importante es indudablemente su ópera Mona Lisa (representada por primera vez el 26 de septiembre de 1915 en Stuttgart), que se convirtió en una de las óperas más representadas en Alemania hasta su muerte. Junto a Engelbert Humperdinck y Richard Strauss, es uno de los compositores quién restableció la forma musical del melodrama en el inicio del siglo XX. Schillings tuvo renombre como educador musical; uno de sus alumnos más famosos fue Wilhelm Furtwängler. Fue el dedicatario de "Sea Drift" de Frederick Delius.
Max von Schillings se opuso a la República de Weimar y fue un declarado antisemita. Desde abril de 1933 estuvo afiliado al Partido Nacionalsocialista. Durante su mandato en la Academia Prusiana se produjo la expulsión y exclusión de importantes artistas judíos y librepensadores. Algunos artistas afectados fueron Käthe Kollwitz, Heinrich Mann, Ricarda Huch, Alfred Döblin, Thomas Mann, Max Liebermann, Alfons Paquet, Franz Werfel y Jakob Wassermann. Excluyó a Arnold Schoenberg del personal docente de la Academia y en 1933 forzó a retirarse a Franz Schreker como director de clases magistrales de composición en la Academia.

## Selección de obras

### Óperas
- Ingwelde
- Der Pfeifertag
- Moloch op. 20
- Mona Lisa (1913/15, libreto de Beatrice von Dovsky)

### Melodramas
- Das Hexenlied, op. 15 (1902/03)
- Kassandra
- Das Eleusische Fest

### Conciertos
- Concierto para violín en La menor, op. 25
- Concierto para violín en Sol menor, op. 38
- Concierto para piano Ein Totentanz op. 37 ("Una danza de la muerte")

### Música de cámara
- Cuarteto de cuerda en mi menor
- Quinteto de cuerda, op. 32

### Otras obras
- Glockenlieder, op. 22
- Meergruß und Seemorgen, op. 6
- Vier liederen aus der Wanderzeit, op.2